# Alina Garciamendez
Alina Garciamendez, née le 16 avril 1991 à Los Gatos, est une footballeuse internationale mexicaine évoluant au poste de défenseur central.

## Biographie
Avec l'équipe du Mexique des moins de 20 ans, elle participe à deux Coupes du monde junior, en 2008 puis en en 2010. Lors du mondial junior 2008 organisé au Chili, elle joue deux matchs de phase de poule, avec pour résultats deux défaites. Lors du mondial junior 2010 qui se déroule en Allemagne, elle joue quatre matchs. Elle se met en évidence en inscrivant un but en phase de poule face au Nigeria. Le Mexique s'incline en quart de finale face à la Corée du Sud.
Avec l'équipe du Mexique, elle participe à deux Coupes du monde, en Coupes du monde et Coupes du monde. Lors du mondial 2011 organisé en Allemagne, elle joue trois matchs, avec pour résultat deux nuls et une défaite. Lors du mondial 2015 qui se déroule au Canada, elle joue de nouveau trois matchs, avec pour bilan un nul et deux défaites.
Elle participe également avec l'équipe du Mexique au championnat de la CONCACAF 2014, compétition où le Mexique se classe troisième.